# Смирный эйренис
Смирный эйренис (лат. Eirenis modestus) — вид змей из рода эйренисов семейства ужеобразных.

## Внешний вид
Длина взрослых смирных эйренисов — до 60 см, при этом хвост в 3—4 раза короче туловища. Морда тупая, зрачок округлый. Верхняя сторона тела бежевая, сероватая или коричневатая. Хвост немного светлее туловища. Головы молодых особей тёмные со светлым пятном за глазами, похожим сверху на букву «М». С возрастом этот рисунок темнеет и окрас головы становится практически таким же, как и на всём теле.

## Ареал и места обитания
Смирный эйренис распространён на островах Эгейского и Средиземного морей, в Восточной Турции, Сирии, Ираке и Иране. На территории бывшего СССР встречается в Восточной Грузии, Армении и Азербайджане. На территории России есть несколько изолированных популяций в горах Дагестана.
Смирный эйренис водится на открытых степных участках и каменистых склонах с редкой сухолюбивой растительностью.

## Образ жизни и питание
Днём прячется под камнями или в зарослях колючих растений, проявляя активность ближе к вечеру. В Закавказье из зимует с ноября по конец апреля.
Кормится членистоногими, предпочитает насекомых. Также поедает мокриц, многоножек и скорпионов.

## Размножение
Размножение этого вида изучено слабо. Делает кладку, видимо, в начале июля, а к концу месяца появляется молодь. Предполагается, что в кладке не больше трёх яиц. Яйца вытянутые размером 5 на 16,5 мм.

## Подвиды
В составе вида выделяют три подвида:
- Eirenis modestus modestus (Martin, 1838)
- Eirenis modestus semimaculatus (Böttger, 1876)
- Eirenis modestus cilicius (Schmidtler, 1993)

## Смирный эйренис и человек
Вид занесён в Приложение к Красной книге России.